# کی‌بی‌اس۲
کی‌بی‌اس۲ یک کانال تلویزیونی وابسته به شبکه کی‌بی‌اس، کرهٔ جنوبی است.
این شبکه که در سال ۱۹۶۵ تأسیس شده است در زمینه پخش سریال‌های تلویزیونی فعالیت می‌کند. سریال خانواده جدید (My Husband Got a Family) محصول ۲۰۱۲ این شبکه است.